# كلغة جليل (كبغيان)
كلغة جليل (بالفارسية: کلگه جلیل) هي قرية تقع في إيران في قسم كبغيان الريفي. يقدر عدد سكانها بـ 66 نسمة بحسب إحصاء 2016.